# التاريخ العسكري لأستراليا خلال الحرب العالمية الأولى

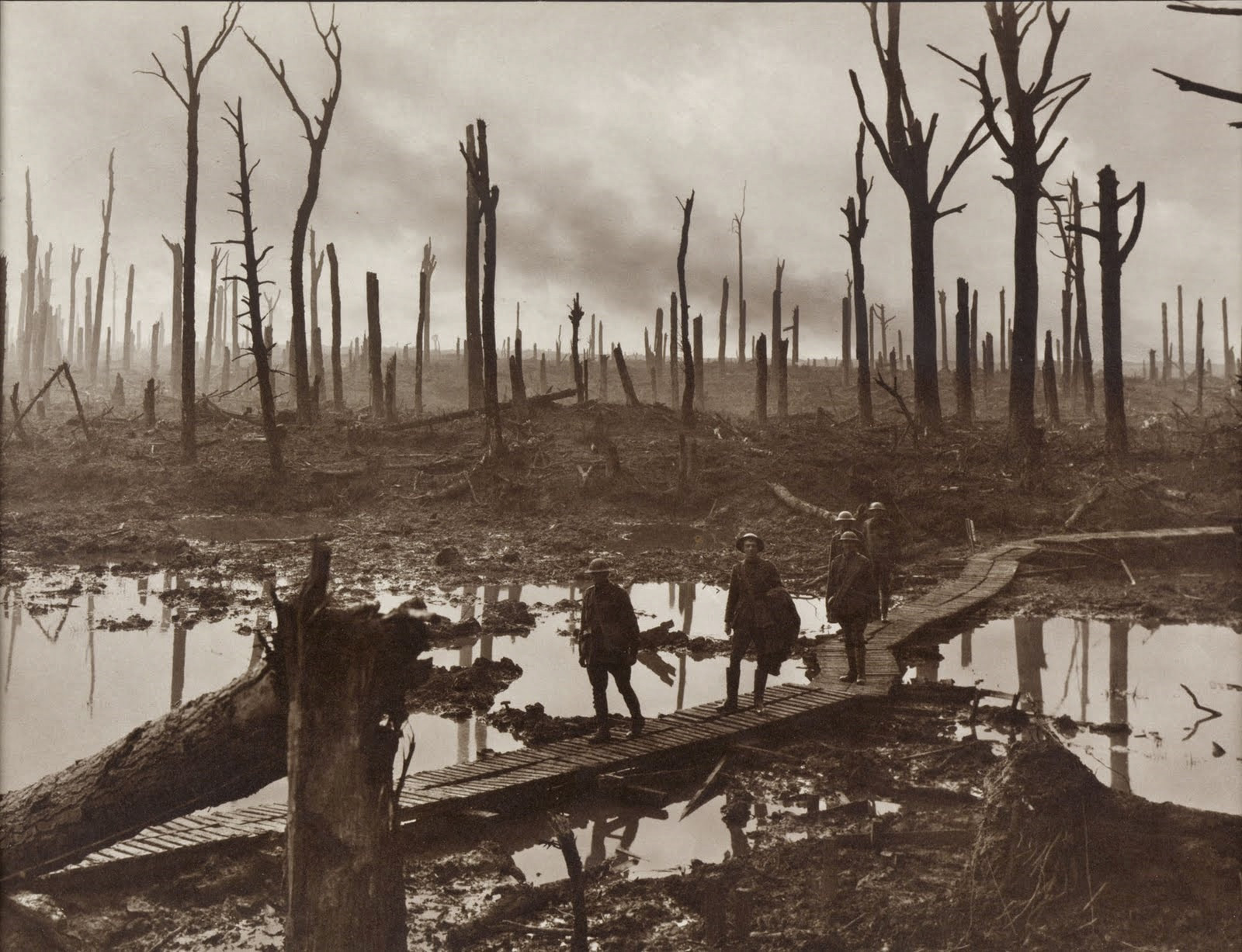
جنود أستراليين من الجيش الرابع في 1917

قوبل اندلاع الحرب العالمية الأولى بحماس كبير في أستراليا. تعهدت أستراليا بالوقوف إلى جانب دول الإمبراطورية البريطانية حتى قبل إعلان بريطانيا الحرب على ألمانيا في 4 أغسطس 1914، وبدأت على الفور بالاستعداد لإرسال قوات أستراليا إلى خارج البلاد للانخراط في المعارك. كانت الحملة الأولى التي شارك فيها الأستراليون في غينيا الجديدة الألمانية بعد أن أرسلت قوة استكشافية تعرف باسم قوة الاستطلاع البحرية الأسترالية للاستيلاء على المستعمرات الألمانية في المحيط الهادئ في سبتمبر 1914، وفي الوقت نفسه أُرسلت قوة استكشافية أخرى تتكون من 20000 رجل تُعرف باسم القوة الإمبراطورية الأسترالية الأولى، وهي معدة أساسًا للخدمة خارج البلاد.
غادرت القوة الإمبراطورية الأسترالية الأولى أستراليا في نوفمبر 1914، وبعد عدة تأخيرات بسبب وجود السفن البحرية الألمانية في المحيط الهندي وصلت إلى مصر حيث شاركت في البداية للدفاع عن قناة السويس، ولكن في أوائل عام 1915 تقرر القيام بإنزال برمائي على شبه جزيرة جاليبولي بهدف فتح جبهة ثانية وتأمين المرور عبر مضيق الدردنيل. شكل الأستراليون والنيوزيلنديون فيلقًا نزل في ساحل الجزيرة الشاطئ في 25 أبريل 1915، وعلى مدى الأشهر الثمانية التالية حارب الفيلق جنبًا إلى جنب مع البريطانيين والفرنسيين والحلفاء. كانت المعركة مكلفة وغير ناجحة وطويلة الأمد.
أُجليت القوة الأسترالية من شبه الجزيرة في ديسمبر 1915 وعادت إلى مصر، وفي أوائل عام 1916 تقرر إرسال فرق المشاة إلى فرنسا للمشاركة في العديد من المعارك الكبرى التي حدثت على الجبهة الأوروبية الغربية. بقيت معظم وحدات الخيالة الأسترالية الخفيفة في الشرق الأوسط حتى نهاية الحرب، ونفذت عمليات عديدة ضد الأتراك في مصر وفلسطين. خدم عدد صغير من الأستراليين في مسارح حروب أخرى، ورغم أن التركيز الرئيسي للجيش الأسترالي كان على الحرب البرية، لكن القوات الجوية والبحرية شاركت أيضًا في المعارك، فقد خدمت أسراب من سلاح الطيران الأسترالي في الشرق الأوسط وعلى الجبهة الغربية، بينما نفذت عناصر من البحرية الملكية الأسترالية عمليات في المحيط الأطلسي وبحر الشمال والبحر الأدرياتيكي والبحر الأسود بالإضافة إلى المحيطين الهادئ والهندي.
بدأ الأستراليون بتوخي الحذر أكثر في آواخر فترة الحرب، فقد كلفت الحرب أستراليا أكثر من 60 ألف قتيل وآلاف الإصابات بالإضافة إلى تكلفة مالية هائلة، بينما كان التأثير على المشهد الاجتماعي والسياسي كبيرًا وهدد بحدوث انقسامات خطيرة في النسيج الاجتماعي الأسترالي. كان التجنيد الإلزامي القضية الأكثر إثارة للجدل، وعلى الرغم من التجنيد الإجباري لكن أستراليا كانت واحدة من ثلاثة دول شاركت في الحرب ولم يستخدموا المجندين في القتال.

## اندلاع الحرب
أبلغت الحكومة البريطانية الحكومة الأسترالية في 30 يوليو 1914 عبر برقية مشفرة أنه من المحتمل إعلان الحرب. جاءت الرسالة خلال الفترة التي سبقت الانتخابات الفيدرالية الأسترالية لعام 1914، ما يعني أن البرلمان لم يكن منعقدًا وأن الشخصيات السياسية الرئيسية كانت منتشرة في جميع أنحاء البلاد ولم تكن في العاصمة. تحدث رئيس الوزراء جوزيف كوك في هورشام، فيكتوريا في 31 يوليو، وقال في مؤتمر انتخابي: تذكروا جميعًا، عندما تكون الإمبراطورية في حالة حرب فأستراليا في حالة حرب أيضًا. جميع مواردنا في أستراليا مُقدمة من أجل الإمبراطورية وللحفاظ على الإمبراطورية وأمنها، وفي نفس اليوم كان زعيم المعارضة أندرو فيشر يتحدث في كولاك، فيكتوريا ووعد: «بأن الأستراليين سيقفون بجانب الإمبراطورية لمساعدتها والدفاع عنها حتى آخر رجل لديهم وآخر شلن لديهم». عقد اجتماع طارئ لمجلس الوزراء، حضره خمسة وزراء فقط - في ملبورن في 3 أغسطس، وقررت الحكومة أنها ستعرض إرسال قوة استكشافية قوامها 20 ألف رجل. أعلنت المملكة المتحدة الحرب في 4 أغسطس الساعة 11 مساءً (5 أغسطس الساعة 8 صباحًا بتوقيت ملبورن)، واعتُبرت أستراليا في حالة حرب تلقائيًا. أعلن كوك للصحافة من مكتبه في الساعة 12:45 مساءً في يوم 5 أغسطس: لقد تلقيت الرسالة التالية من الحكومة الإمبراطورية «الحرب اندلعت مع ألمانيا». كان هناك دعم كبير في جميع أنحاء البلاد لبريطانيا، وأبلغ عدد كبير من الشبان الأستراليين عن تطوعهم للتجنيد خلال الأشهر التالية.
أنهى العميد ويليام ثروسبي بريدغز تجهيز القوة الاستكشافية الأسترالية خلال عدة أيام، اقترح ضابط الأركان وايت قوة من 18000 رجل (12000 أسترالي و6000 نيوزيلندي)، ووافق رئيس الوزراء كوك على الاقتراح لكنه زاد العرض المقدم للبريطانيين إلى 20000 رجل للخدمة في أي وجهة تريدها حكومة الإمبراطورية. أبرقت لندن في 6 أغسطس 1914 بقبولها القوة الأسترالية وطلبت إرسالها في أقرب وقت ممكن. افتتحت مكاتب التجنيد في 10 أغسطس 1914 وبحلول نهاية عام 1914 قُبل 52561 متطوع على الرغم من وضع شروط صارمة من الناحية البدنية.

## غينيا الجديدة الألمانية

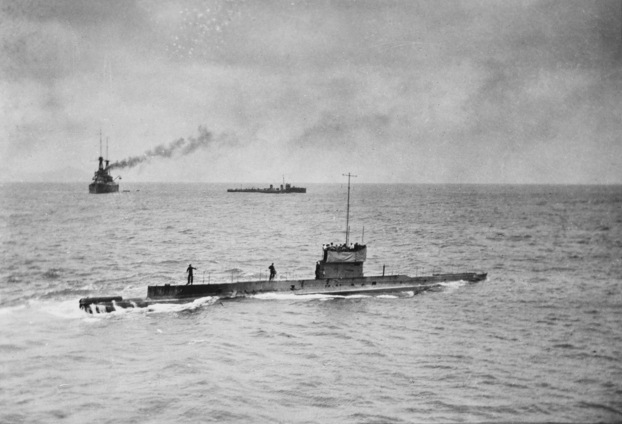
غواصة البحرية الملكية الأسترالية AE1

استعمرت ألمانيا الجزء الشمالي الشرقي من غينيا الجديدة والعديد من الجزر المجاورة في عام 1884. كان الألمان يستخدمون المستعمرة كقاعدة اتصالات لاسلكية، واستخدموها أيضًا لدعم أسطول شرق آسيا الألماني الذي هدد الشحن التجاري في المنطقة. طلبت بريطانيا من القوات الأسترالية تدمير المنشآت اللاسلكية في الجزيرة، وبعد وقت قصير من اندلاع الحرب بدأت البحرية الأسترالية وقوة الاستطلاع العسكرية في التجهز بناءً على طلب من الحكومة البريطانية في 6 أغسطس 1914. كانت أهداف الحملة تدمير المحطات الألمانية في جزر كارولين وناورو ورابول في بريطانيا الجديدة. تكونت القوة من كتيبة واحدة من المشاة (1023 رجلًا) جندوا في سيدني و500 من جنود الاحتياط البحريين والبحارة السابقين الذين نظموا في ست فرق مشاة و500 رجل آخر من كتيبة كينيدي وهي كتيبة ميليشيا من كوينزلاند تطوعوا للخارج. وضعت كل هذه القوات تحت قيادة العقيد ويليام هولمز، وكان ضابط في الميليشيا في ذلك الوقت يعمل كقائد للواء السادس وسكرتير مجلس المياه والصرف الصحي في سيدني.
أبحرت القوة الأسترالية من سيدني في 19 أغسطس 1914، وتوجهت إلى ميناء مورسبي، وأثناء وجودهم في ميناء مورسبي، قرر هولمز عدم إشراك جنود ميليشيا كوينزلاند بسبب مخاوف بشأن انضباطهم واستعدادهم للعمل. أبحرت القوات الأسترالية برفقة الطراد سيدني والطراد أستراليا، ووصلت إلى رابول في 11 سبتمبر 1914، ووجدت أن الميناء كان خاليًا من القوات الألمانية. هبطت مجموعات صغيرة من جنود الاحتياط البحريين في مستوطنات كاباكول وعاصمة الحاكم الألماني في نيوبوميرن جنوب شرق رابول. أنزلت قوة صغيرة قوامها 25 فردًا من جنود الاحتياط البحريين في خليج كاباكول وتوغلت في الداخل للاستيلاء على محطة إذاعية يعتقد أنها كانت تعمل في بيتا باكا على بعد 4 أميال إلى الجنوب.
قاومت قوة مختلطة من جنود الاحتياط الألمان والشرطة المحلية الأستراليين ما أجبرهم على شق طريقهم إلى محطة الراديو في الليل، ووصلوا إلى المحطة الإذاعية وتبين أنها مهجورة لكن أجهزتها سليمة.
قُتل ستة أستراليين وجُرح خمسة خلال معركة بيتا باكا، بينما فقد المدافعون ضابط صف ألماني ونحو 30 من الشرطة المحلية، أصبح ويليامز أول أسترالي يُقتل في الحرب العالمية الأولى.